# Meteora
„Meteora“ е вторият албум на групата Линкин Парк (ако не се брои „Reanimation“). През 18-те месеца при записването на албума Линкин Парк работят с Дон Гилмор, копродуцент на „Hybrid Theory“. Групата експериментира с голям набор от звуци и стилове, докато записват в домашните си студия, автобуса за турнета, а също така и в NRG Studios. Албумът е записан от Warner Brothers.
В „Meteora“ могат да се открият китари, пиано, скречове. В песента Nobody`s Listening е включена японска флейта, наречена шакухачи. Вокалите се изпълняват от Честър Бенингтън и Майк Шинода.
През 2002 година по време на едно от турнетата на групата в Европа, групата се натъква на туристическа брушура за Гърция. В частност местността Метеора приковава вниманието им (гръцката дума се превежда като „висящи във въздуха“). Членовете на групата казват: „Искахме да напишем песни, които да носят енергията, която се съдържа в тази дума. Точно това е и мисията на албума – да откриеш себе си! Музиката ни цели да те накара да погледнеш навътре и да изразиш емоциите си“.
Парчето Session открива саундтрака към филма Матрицата: Презареждане. В лентата може да се чуе по време на финалните надписи.
Meteora продава в САЩ само през първата седмица от излизането си 810 000 копия. До днешен ден е продал над 18 млн. копия в световен мащаб.

## Песните в албума
1. „Foreword+Don't Stay“ – 3:25
2. „Somewhere I Belong“ – 3:37
3. „Lying from You“ – 3:00
4. „Hit the Floor“ – 2:47
5. „Easier to Run“ – 3:30
6. „Faint“ – 2:45
7. „Figure.09“ – 3:21
8. „Breaking the Habit“ – 3:21
9. „From the Inside“ – 2:57
10. „Nobody's Listening“ – 3:00
11. „Session“ – 2:28
12. „Numb“ – 3:07

## Още за албума
- Златен – 05.19.2003
- Платинен – 05.19.2003
- 2x Платинен – 05.19.2003
- 3x Платинен – 09.24.2003
- 9x Платинен – 02.26.2004